# Бял бряст
Белият бряст (Ulmus laevis) е дървесен вид от семейство Брястови. Среща се в Централна и Източна Европа и Кавказ. Най-често расте на надморска височина под 400 m, най-вече в близост до реки. Представлява дърво от първа величина (35-40 m). Кората е сиво-кафява, с плитки надлъжни пукнатини.

## Галерия
- Корени и ствол
- Листа
- Цветове
- Плодове